# Premio Laurence Olivier per l'eccellenza nella danza
Il Premio Laurence Olivier per l'eccellenza nella danza (Laurence Olivier Award for Outstanding Achievement in Dance) è un riconoscimento teatrale che premia i migliori ballerini, coreografi o compagnie che si esibiscono sulle scene londinesi. 
Il premio nacque nel 1976 con il nome di Society of West End Theatre Awards, poi ribattezzato in onore di Laurence Olivier nel 1984. Il nome originale del premio era Laurence Olivier Award per l'eccellenza nel balletto, poi cambiato con il nome attuale nel 1986.

## Vincitori e candidati

### Anni 1970
- 1977
  - English National Ballet - Romeo and Juliet
  - Maurice Béjart - Ballet of the 20th Century
  - The Royal Ballet - The Sleeping Beauty
  - Rudol'f Nureev - Nureyev and Friends
- 1978
  - Robert Cohan - London Contemporary Dance Theatre
  - Christopher Bruce - Rambert Dance Company
  - Siobhan Davies - Harmonica Breakdown
  - Lynn Seymour - A Month in the Country
- 1979
  - Peter Schaufuss - La Sylphide
  - Kenneth MacMillan - Playground

### Anni 1980
- 1980
  - The Royal Ballet - Gloria
  - Maurice Béjart - Gaîté Parisienne
  - London Festival Ballet - Sphinx
  - The Royal Ballet - Rhapsody
- 1981 
  - Stuttgart Ballet - Forgotten Land
  - London Contemporary Dance Theatre - Death and the Maiden
  - The Royal Ballet - Dances of Albion
  - Sadler's Wells Royal Ballet - Night Moves
- 1982
  - Ballet de l'Opéra National de Paris - Le songe d'une nuit d'été
  - Rambert Dance Company - Ghost Dances
  - The Royal Ballet - Illuminations
  - The Royal Ballet - L'Invitation Au Voyage
- 1983
  - Alessandra Ferri - Valley of Shadows
  - Patrick Armand - Songs of a Wayfarer
  - Natalija Romanovna Makarova - The Nightingale
  - Koen Onzia - The Seasons
- 1984
  - David Bintley - Petruška
  - Wayne Eagling - Different Drummer
  - Patricia Ruanne - Onegin
- 1985
  - Yoko Morishita - Giselle
  - Stephen Jefferies - The Sons of Horus
  - Roland Price - La bella addormentata
  - Bryony Brind - Young Apollo

- 1986
  - Rambert Dance Company - 60th Anniversary Season
  - The Bolshoi Ballet Academy Dancers - Performances at the London Coliseum
  - Michael Clark - Individual Impact and Contribution
  - Irek Muchamedov - Accademia del Balletto Bol'šoj
  - Jerome Robbins - Range of Work
  - Jorge Salavisa - The Ballet Gulbenkian
- 1987
  - Trisha Brown - Sadler's Wells Theatre
  - London Contemporary Dance Theatre - Sadler's Wells Theatre
  - Richard Alston - Pulcinella and Dutiful Ducks
  - Merce Cunningham Company - Sadler's Wells Theatre
  - Ichikawa Ennosuke III - The Thousand Cherries of Yoshitsune
- 1988
  - Balletto Kirov - Season in London
  - English National Ballet - Swansong and Cruel Garden
  - Cumbre Flamenca - Season at Sadler's Wells Theatre
  - Hayden Griffin - Still Life at the Penguin Cafe
  - London Contemporary Dance Theatre - Arden Court and Shift
  - Second Stride - Weighing the Heart
- 1989/1990
  - London Contemporary Dance Theatre - Orfeo
  - Nina Ananiashvili e Irek Muchamedov - The Bolshoi Ballet Academy
  - David Bintley - Hobson's Choice
  - Siobhan Davies - Embarque
  - The Royal Ballet - The Prince of the Pagodas
  - Paul Taylor Dance Company - Season at Sadler's Wells Theatre

### Anni 1990
- 1991
  - Twyla Tharp e Jennifer Tipton - In the Upper Room
  - Siobhan Davies e ballerini - Season at Sadler's Wells Theatre
  - Darcey Bussell - Winter Dreams e Stravinsky Violin Concerto
  - Kenneth MacMillan - Winter Dreams
  - Mark Morris - Drink to Me Only with Thine Eyes
  - The Phoenix Dance Company - Season at Sadler's Wells Theatre
- 1992
  - William Forsythe e The Royal Ballet - In the Middle, Somewhat Elevated
  - Adventures in Motion Pictures - Season in London
  - Stephen Jefferies - Cyrano
  - Phillipe Genty - Driftings
  - Graham Lustig e Henk Schut - Inscape
  - Northern Ballet Theatre - Romeo and Juliet
- 1993
  - Siobhan Davies - Winnsboro Cotton Mill Blues
  - David Bintley - Tombeaux
  - Lez Brotherston - Northern Ballet Theatre's Season at the Royalty Theatre
  - Joseph Cipolla - The Green Table
- 1994
  - London Contemporary Dance Theatre - Season at Sadler's Wells
  - Darcey Bussell - Ballet Imperial e La Ronde
  - Sylvie Guillem - Herman Schmerman
  - Marion Tait - Romeo and Juliet
- 1995
  - Peter Mumford - Fearful Symmetries and The Glass Blew In
  - Thomas Edur - La bella addormentata
  - John MacFarlane - Lo schiaccianoci
  - Nuria Moreno - Cenerentola
- 1996
  - Siobhan Davies - The Art of Touch
  - Deborah Bull - Steptext
  - Sylvie Guillem - Episodes
  - Marion Tait - Pillar of Fire
- 1997
  - Rambert Dance Company - Season at the London Coliseum
  - Sue Blane - Alice in Wonderland
  - Viviana Durante - Anastasia... Now Langourous, Now Wild...
  - Thomas Edur - Alice in Wonderland e Giselle
- 1998
  - Lez Brotherston - Cenerentola
  - Altynai Asylmuratova - Il lago dei cigni
  - Mark Morris - L'Allegro, il Penseroso ed il Moderato
- 1999
  - William Forsythe e Ballett Frankfurt - Season at Sadler's Wells
  - Trisha Brown - L'Orfeo
  - Bill T. Jones - We Set Out Early...Visibility Was Poor
  - Twyla Tharp - Season at the Barbican Theatre

### Anni 2000
- 2000
  - Jiří Kylián e Nederlands Dans Theater -  1 Season at Sadler's Wells
  - Nina Ananiashvili - Don Quixote
  - Pina Bausch - Viktor
  - David Bintley - Edward II
- 2001
  - Deborah Colker - Mix
  - Matthew Bourne - The Car Man
  - Robert Parker - Shakespeare Suite
  - Michael Revie - Mozartina
- 2002
  - Mark Morris - Season at Sadler's Wells
  - Ushio Amagatsu - Hibiki
  - Dana Caspersen - Artifact and Eidos:Telos
  - William Forsythe - Artifact and Eidos:Telos
- 2003
  - Robyn Orlin - Daddy, I've Seen This Piece Six Times and I Still Don't Know Why They're Hurting Each Other
  - Pina Bausch - Kontakthof
  - Chiaki Nagao - Madame Butterfly
  - Christopher Wheeldon - Tryst and Polyphonia
- 2004
  - Thomas Edur e Agnes Oaks - 2 Human
  - Carlos Acosta - Tocororo - A Cuban Tale
  - Javier de Frutos - Elsa Canasta
  - Rambert Dance Company - Season at Sadler's Wells
- 2005
  - San Francisco Ballet - Season at Sadler's Wells
  - Julien Macdonald - Shimmer
  - The Royal Ballet - Sylvia
  - Rambert Dance Company - Season at Sadler's Wells
- 2006
  - Pina Bausch - Nelken and Palermo, Palermo
  - Ballet Nacional de Cuba - Season at Sadler's Wells
  - Johan Kobborg - The Lesson e La Sylphide
  - Russell Maliphant - PUSH
- 2007
  - Carlos Acosta - Season at Sadler's Wells
  - Steven McRae - Homage to the Queen and Chroma
  - Marianela Núñez - DGV e The Sleeping Beauty
  - Wayne McGregor - Chroma
- 2008
  - The Royal Ballet - Jewels
  - Savion Glover - Live for London
  - Jonathan Goddard - Performances with Richard Alston Dance Company
  - Wendy Whelan - Fool's Paradise
- 2009
  - Royal Ballet of Flanders - Impressing the Czar
  - The Royal Ballet - Infra
  - Savion Glover, Marshall Davis Jr. e Maurice Chestnut - Bare Soundz

### Anni 2010
- 2010
  - Rambert Dance Company - Outstanding Year of New Work
  - Colin Dunne - Out of Time
  - Michael Hulls - Two:Four:Ten, Afterlight, Ex Machina and Eonnagata
- 2011
  - Antony Gormley - Babel (Words)
  - John MacFarlane - Asphodel Meadows
  - Yoshie Sunahata - Gnosis
- 2012[1]
  - Edward Watson - The Metamorphosis
  - The Design Team - Alice's Adventures in Wonderland
  - Tommy Franzen - Some Like It Hip Hop
  - Sylvie Guillem - 6000 Miles Away
- 2013[2]
  - Marianela Núñez - Aeternum, Diana and Acteon and Viscera
  - ILL-Abilities - Breakin' Convention
  - Lez Brotherston - The Sleeping Beauty
- 2014[3]
  - Michael Hulls - Ballet Boyz: The Talent
  - Mark Morris - Season at Sadler's Wells
  - Arthur Pita - Ballet Black: A Dream Within a Midsummer Night's Dream
  - Clemmie Sveaas - Witch-Hunt
- 2015[4]
  - Crystal Pite - A Picture of You Falling, The Tempest Replica and Polaris
  - Rocío Molina - Bosque Ardora
  - The Elders Project - Elixir Festival
  - Christopher Wheeldon - The Winter's Tale
- 2016[5]
  - Alessandra Ferri - Chéri e Woolf Works
  - Javier de Frutos - Anatomy of a Passing Cloud
  - Sasha Waltz - Sacre
- 2017[6]
  - English National Ballet - Giselle e She Said
  - Alvin Ailey American Dance Theater - Season at Sadler's Wells
  - Luke Ahmet - The Creation
- 2018[7]
  - Francesca Velicu - Pina Bausch's Le Sacre Du Printemps
  - Rocío Molina - Fallen from Heaven (Caída del Cielo)
  - Zenaida Yanowsky - Symphonic Dances
- 2019[8]
  - Akram Khan - Xenos
  - John MacFarlane - Il lago dei cigni
  - Dīmītrīs Papaïōannou - The Great Tamer

### Anni 2020
- 2020[9][10]
  - Sara Baras - Ballet Flamenco Sobras
  - Anne Teresa De Keersmaeker - Mitten wir im Leben sind/Bach6Cellosuiten
  - Gisèle Vienne - Crowd & Dance Umbrella
- 2022[11][12]
  - Arielle Smith - Jolly Folly in Reunion
  - Acosta Danza - De Punta a Cabo in 100% Cuban –
  - Dancers for NDT2 Tour – Sadler's Wells
  - Edward Watson - The Dante Project
- 2023[13][14]
  - Dickson Mbi - Enowate
  - Manuel Liñán - ¡VIVA!
  - Raquel Meseguer Zafe - Ruination di Lost Dog
  - Catrina Nisbett - Family Honour di Spoken Movement
- 2024[15][16]
  - Isabela Coracy - NINA: By Whatever Means
  - Jonzi D - Breakin' Convention 2023 International Festival of Hip Hop Dance Theatre
  - Rhiannon Faith - Lay Down Your Burdens
- 2025
  - Eva Yerbabuena - Yerbagüena
  - Sarah Chun - Three Short Ballets
  - Tom Visser - Angels' Atlas